# バーンパイン・アユタヤFC
バーンパイン・アユタヤFC（タイ語: สโมสรฟุตบอล บางปะอิน อยุธยา, 英語: Bang Pa-in Ayutthaya Football Club、略称BPAYTFC）は、タイ王国のアユタヤ県バーンパイン郡をホームタウンとするサッカークラブ。

## 歴史
2009年にアユタヤFC（タイ語: สโมสรฟุตบอล อยุธยา เอฟซี, 英語: Ayutthaya Football Club）として創設。2012年、リージョナルリーグ・ディヴィジョン2の中部・東部地域リーグで優勝した。チャンピオンズリーグでもグループAで優勝し、タイ・ディヴィジョン1リーグ昇格を決めた。優勝決定戦ではグループB優勝のトラートFCに2戦合計3-3（アウェーゴール）で勝利し、ディヴィジョン2リーグ優勝を果たした。タイFAカップでは3部リーグ所属ながらベスト8に進出したが、準々決勝でバンコク・グラスFCに1-2で敗れた。
2017年に本拠地をバーンパイン郡に移転。2020年に現在のクラブ名に改名した。

## タイトル
- リージョナルリーグ・ディヴィジョン2 優勝 (1) : 2012
- 中部・東部地域リーグ 優勝 (1) : 2012

## 過去の成績
| シーズン | ディビジョン               | 順位 | FAカップ |
| -------- | -------------------------- | ---- | -------- |
| 2009     | ディヴィジョン2 中部・東部 | 2位  |          |
| 2010     | ディヴィジョン2 中部・東部 | 6位  | 1回戦    |
| 2011     | ディヴィジョン2 中部・東部 | 4位  | 1回戦    |
| 2012     | ディヴィジョン2 中部・東部 | 1位  | 準々決勝 |
| 2013     | ディヴィジョン1            | 8位  | 2回戦    |
| 2014     | ディヴィジョン1            | 6位  | 3回戦    |
| 2015     | ディヴィジョン1            | 17位 | 1回戦    |
| 2016     | ディヴィジョン2 中部       | 2位  | 出場なし |
| 2017     | タイ・リーグ3 北部         |      |          |

## 歴代所属選手
- 滝澤邦彦 2013
- 弦巻健人 2014
- 小松憲太 2014
- 小島聖矢 2014 - 2015
- ノグチピント・エリキソン 2014 - 2015
- バルチ・ジュニオール 2015

## 歴代監督
- 杉山弘一 2014
- 副島博志 2015
- ジェサダー・ジッサワット 2020